# Trần Vi Dân
Trần Vi Dân là Phó giáo sư, Tiến sĩ, tướng lĩnh Công an nhân dân Việt Nam hàm Trung tướng. Ông hiện là Cục trưởng Cục Khoa học, Chiến lược và Lịch sử Công an, nguyên Giám đốc Học viện Chính trị Công an nhân dân.

## Tiểu sử
Trần Vi Dân là đảng viên Đảng Cộng sản Việt Nam.
Từ năm 2011 đến tháng 12 năm 2013, Trần Vi Dân là Đại tá, Phó Vụ trưởng Vụ Pháp chế - Bộ Công an.
Tháng 10 năm 2011, Trần Vi Dân là thành viên Tổ giúp việc của Ban Chỉ đạo tổng kết thi hành Hiến pháp năm 1992.
Tháng 12 năm 2013, Trần Vi Dân được trao Bằng khen của Thủ tướng Chính phủ do có thành tích xuất sắc trong xây dựng Luật Phòng, chống khủng bố.
Năm 2014, 2015, Trần Vi Dân là Đại tá, Phó giáo sư, Tiến sĩ, Tổng biên tập Tạp chí Công an nhân dân.

Tháng 7 năm 2016, Trần Vi Dân được phong Thiếu tướng Công an nhân dân Việt Nam, giữ chức Tổng biên tập Tạp chí Công an nhân dân.
Chiều ngày 27 tháng 10 năm 2017, ông được trao quyết định điều động, bổ nhiệm giữ chức vụ Giám đốc Học viện Chính trị Công an nhân dân.
Tháng 4 năm 2019, Trần Vi Dân là Bí thư Đảng ủy Đảng Cộng sản Việt Nam tại Học viện Chính trị Công an nhân dân, Giám đốc Học viện Chính trị Công an nhân dân.
Ngày 18 tháng 2 năm 2020, tại Hà Nội, Bộ Công an Việt Nam đã tổ chức Lễ công bố Quyết định của Chủ tịch nước Nguyễn Phú Trọng về việc phong, thăng cấp bậc hàm Trung tướng đối với Thiếu tướng Trần Vi Dân, Giám đốc Học viện Chính trị Công an nhân dân.

## Lịch sử thụ phong quân hàm
| Năm thụ phong | –      | 2016        | 2020        |
| ------------- | ------ | ----------- | ----------- |
| Quân hàm      |        |             |             |
| Cấp bậc       | Đại tá | Thiếu tướng | Trung tướng |